# 台糖日立牌內燃機車
台糖日立牌內燃機車，是台灣糖業公司所擁有的柴液式內燃機車。有762毫米和1067毫米兩種不同軌距。

## 概要
台灣糖業鐵路自1960年代開始將內燃機車改使用柴油為燃料。1967年台糖公司向日本日立制作所訂購內燃機車。762 毫米軌距的機車第一批於1967年製造，編號為 801 ～ 845，第二批於1968年製造，編號為 846 ～ 848，第三批於1969年製造，編號為 849 ～ 854；總共54輛。原廠形式為「日立HR-16C液力柴油車」，使用三菱DH24L柴油引擎。動輪直徑 770 毫米。牽引力為 2250 公斤（時速16公里）。軸配置為三軸式（0-6-0）。
而台糖公司的部份糖廠與台鐵車站之間有 762 毫米和 1067 毫米軌距車輛都可行駛的三軌連絡線。因此台糖公司另外向日立購買了一批 1067 毫米版本的內燃機車來牽引台鐵貨車往返台糖公司所屬糖廠和台鐵車站之間。第一批於1969年製造，編號為11~14，第二批於1981年製造，編號為15~17，共7輛。原廠形式為「日立HR-30C液力柴油車」，使用三菱12DH20L 12汽缸柴油引擎。動輪直徑910 毫米。牽引力為9000 公斤（時速16公里）。軸配置為三軸式（0-6-0）。因為這批1067mm軌距的機車體積較台糖所擁有的 762 毫米機車大，因此常被稱為「大日立」。
大日立除了牽引力和馬力較762 毫米版本機車強以外，還使用與台鐵相同的聯結器，並且是台糖唯一擁有貫通氣軔的一型機車。
日立牌機車是台糖速度最快的內燃機車，但牽引力則不及之後引進的德馬牌機車。

## 使用情況

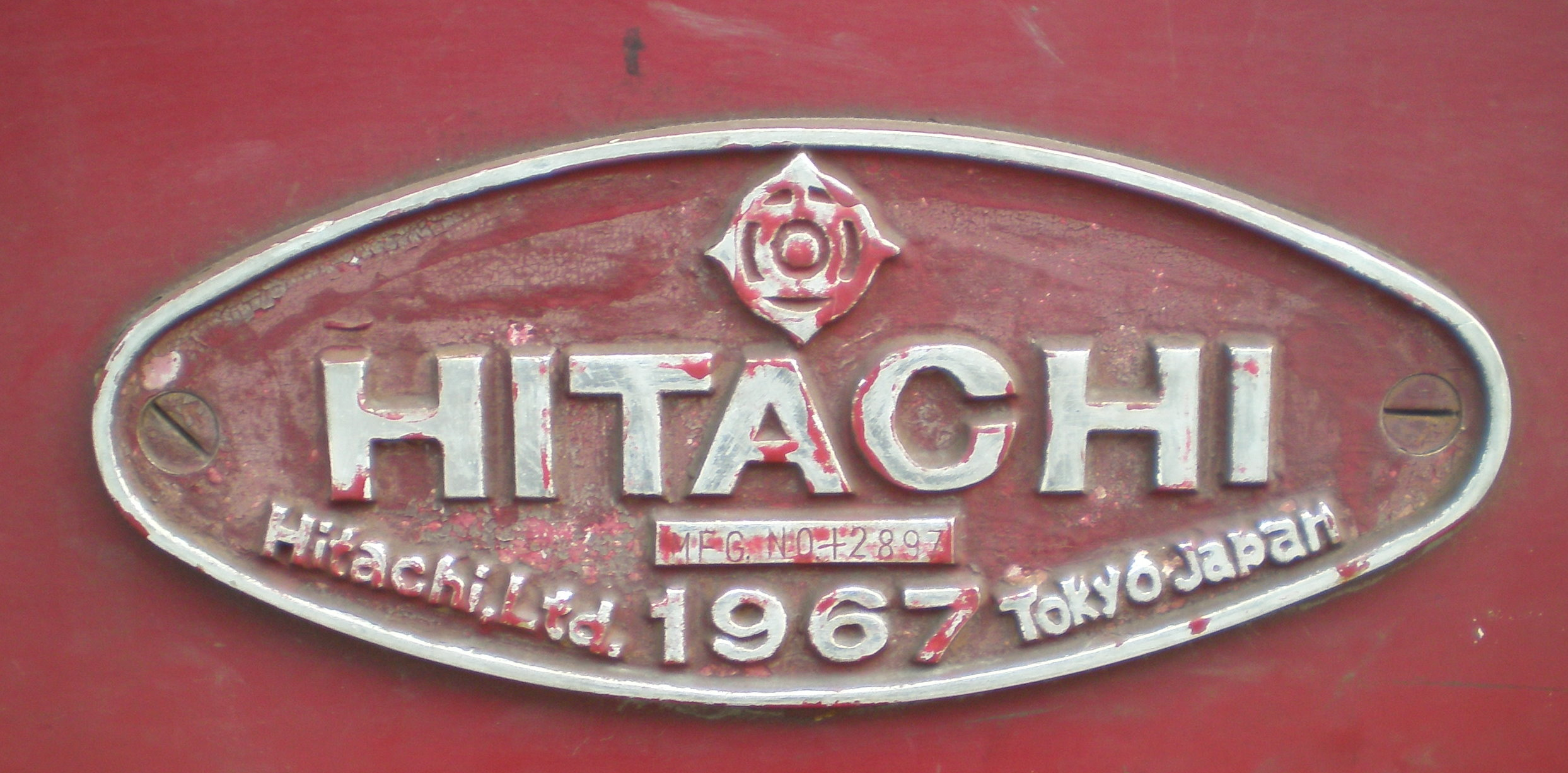
日立牌機車的製造銘板。

- 目前仍有鐵路行駛的糖廠中只有溪湖糖廠還可見到日立牌機車動態運轉（僅剩827、837兩輛可正常使用並已更換新引擎，至於829號機車因事故受損等待除籍）。
- 月眉糖廠、仁德糖廠、台糖屏東總廠仍保留部分日立牌機車，並有部分日立牌機車贈送予其他單位展示。
- 大日立只用於溪湖糖廠、虎尾糖廠、新營糖廠、花蓮糖廠、台東糖廠。現已全數停用。

## 圖片集

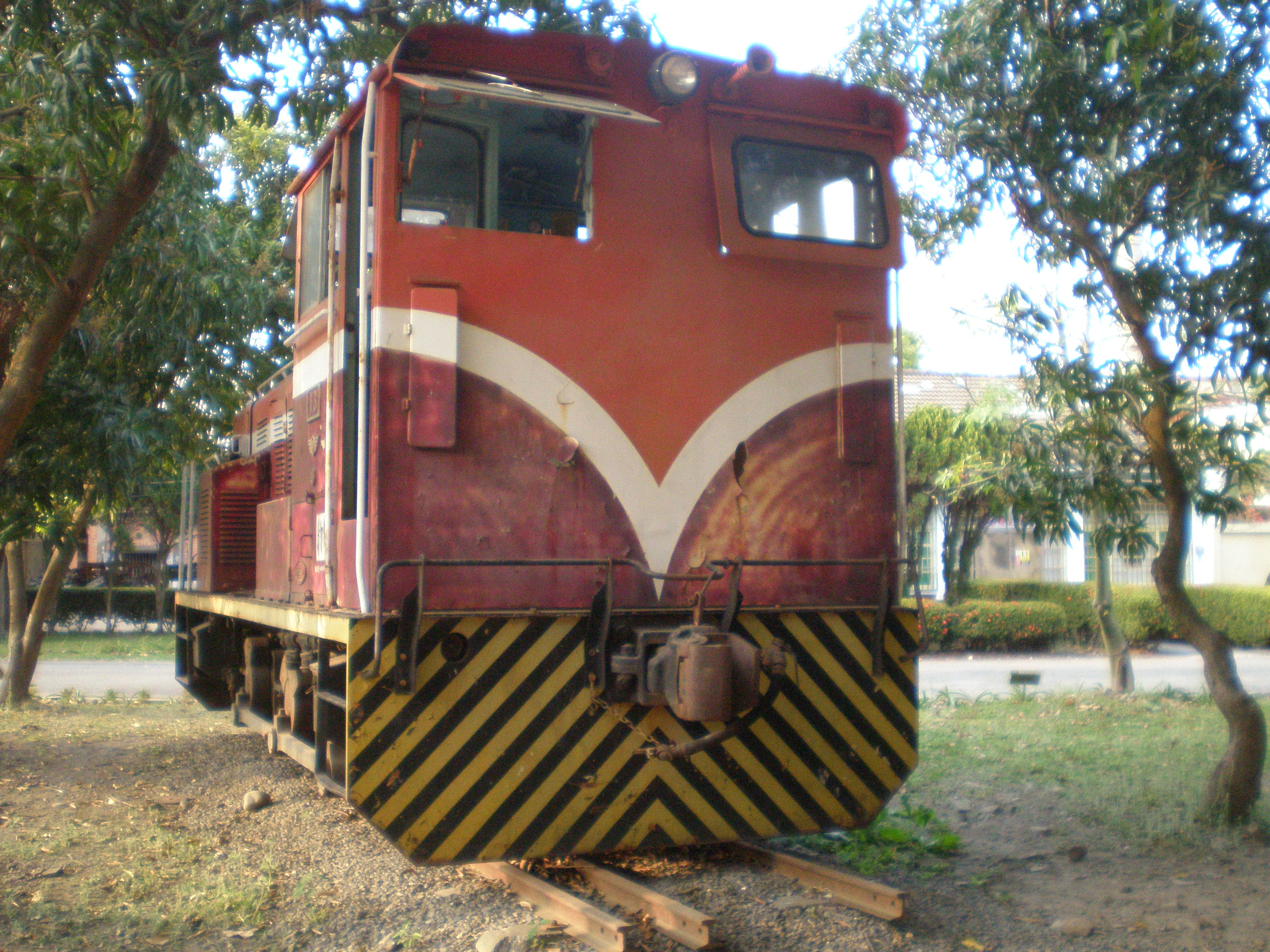
在高雄糖廠靜態展示的大日立。
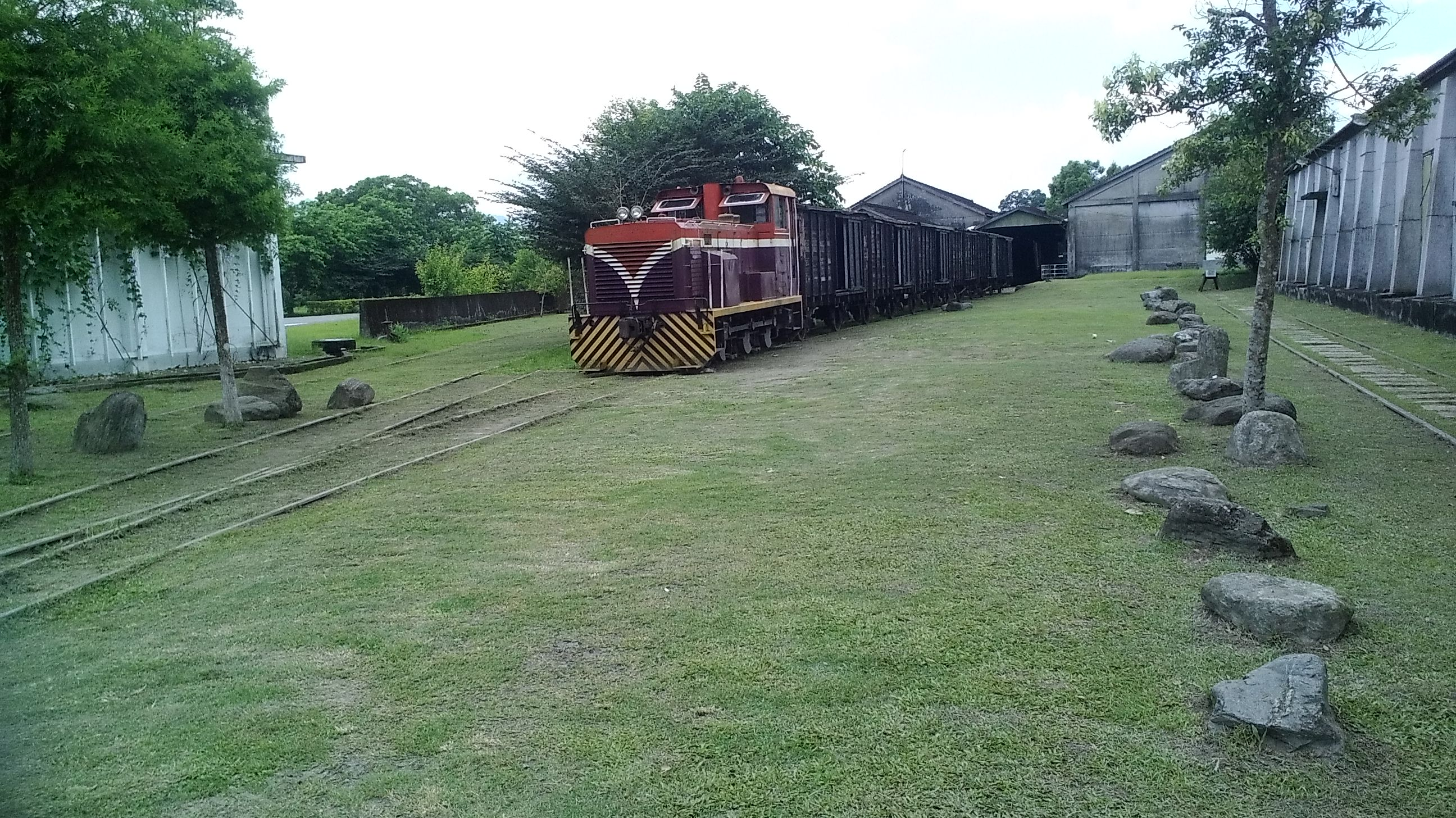
在花蓮糖廠靜態展示的大日立。
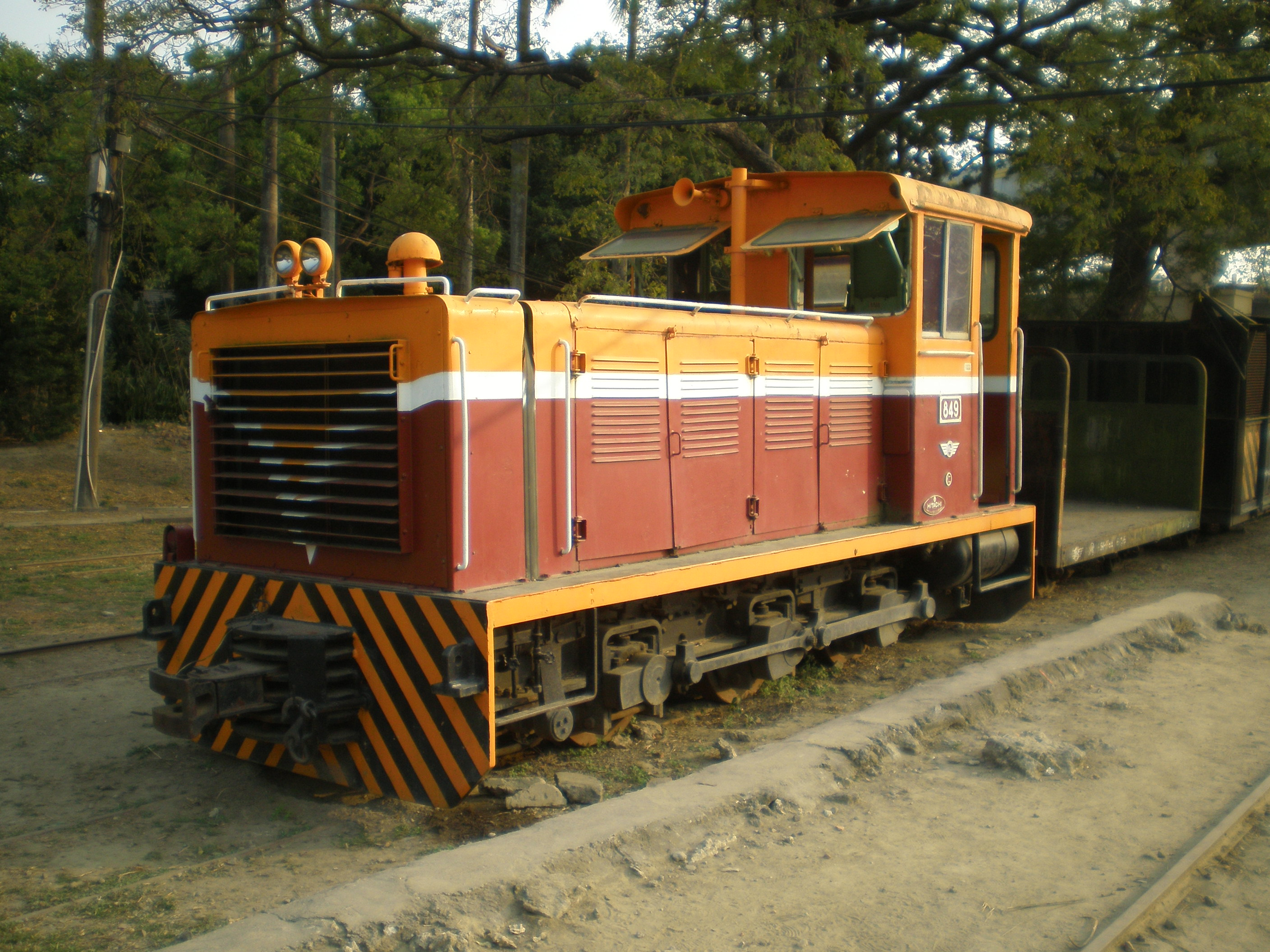
在高雄糖廠靜態展示的日立牌機車。
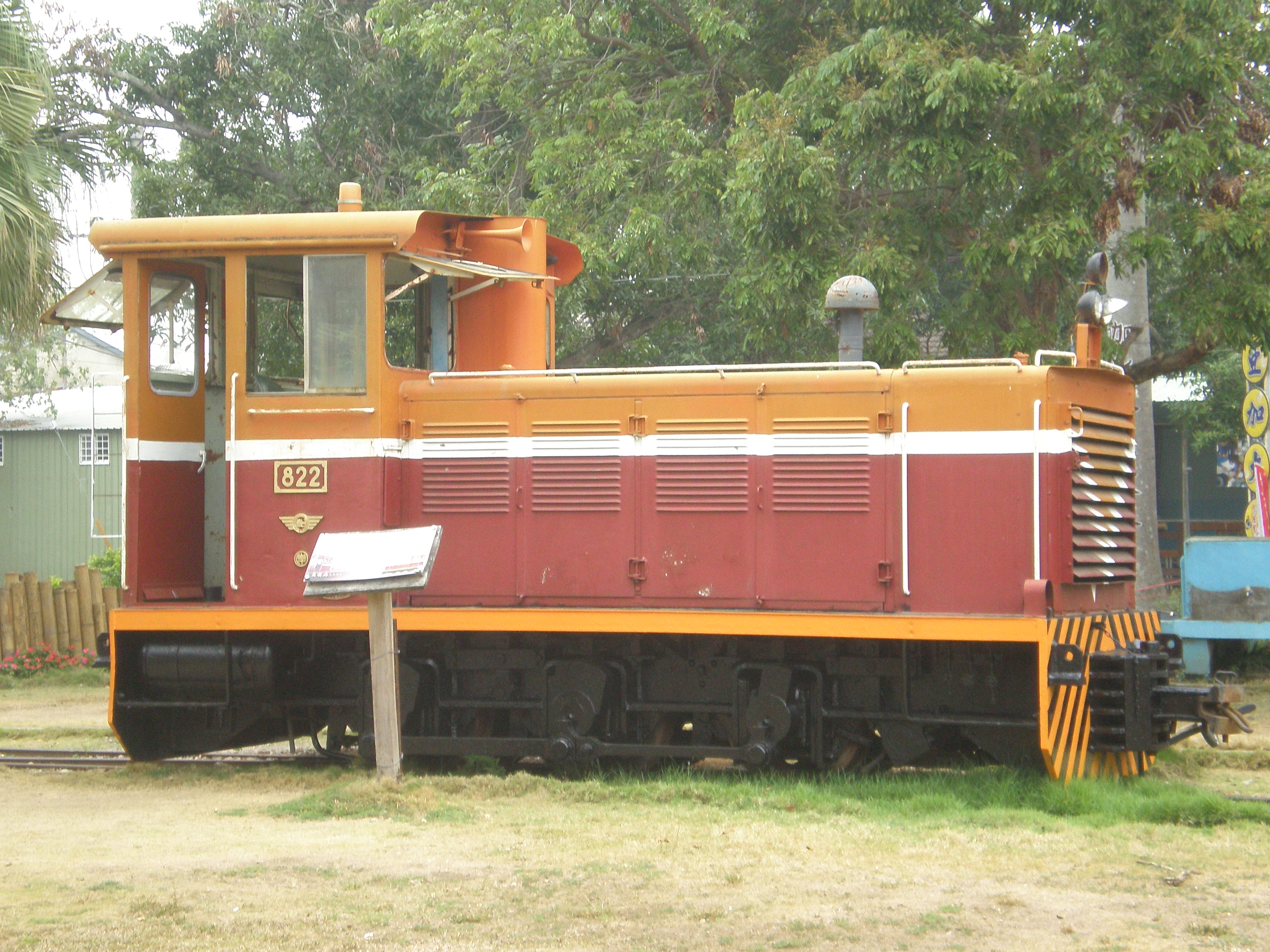
在烏樹林糖廠靜態展示的日立牌機車。
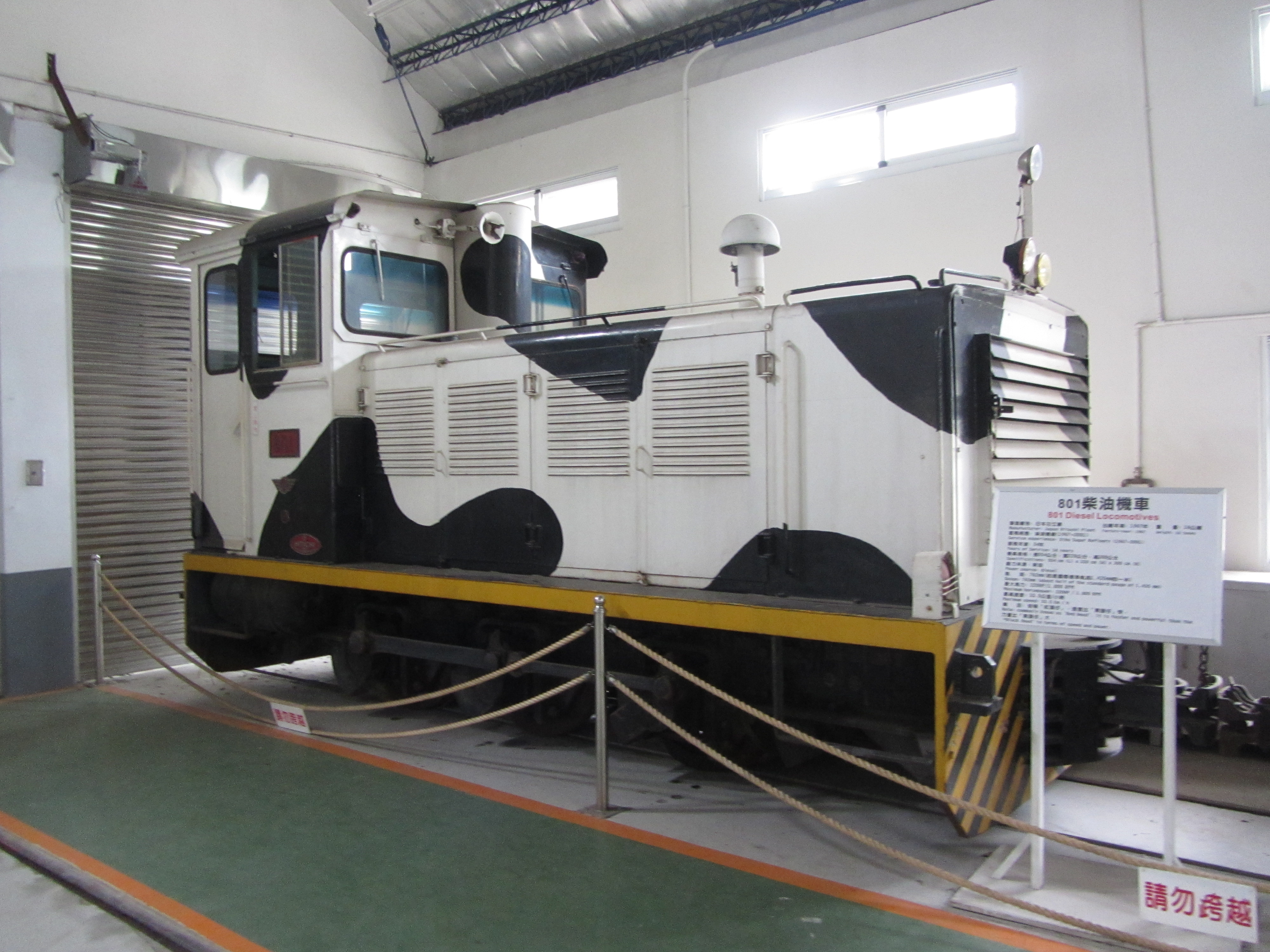
在溪湖糖廠靜態展示的「快樂乳牛號」801號日立牌內燃機車。
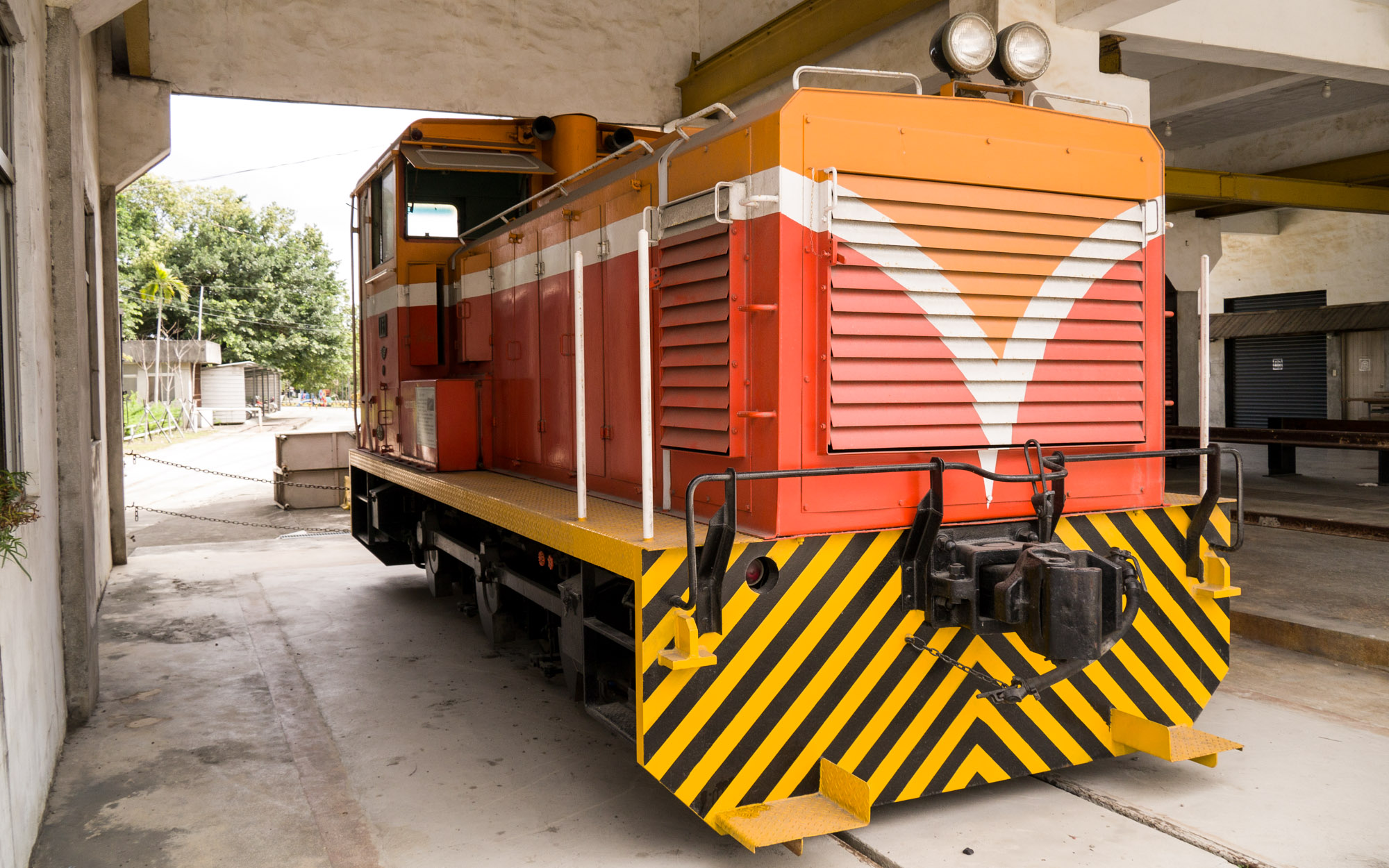
目前置放於台東糖廠的日立牌1067mm軌距柴油機車，編號16號
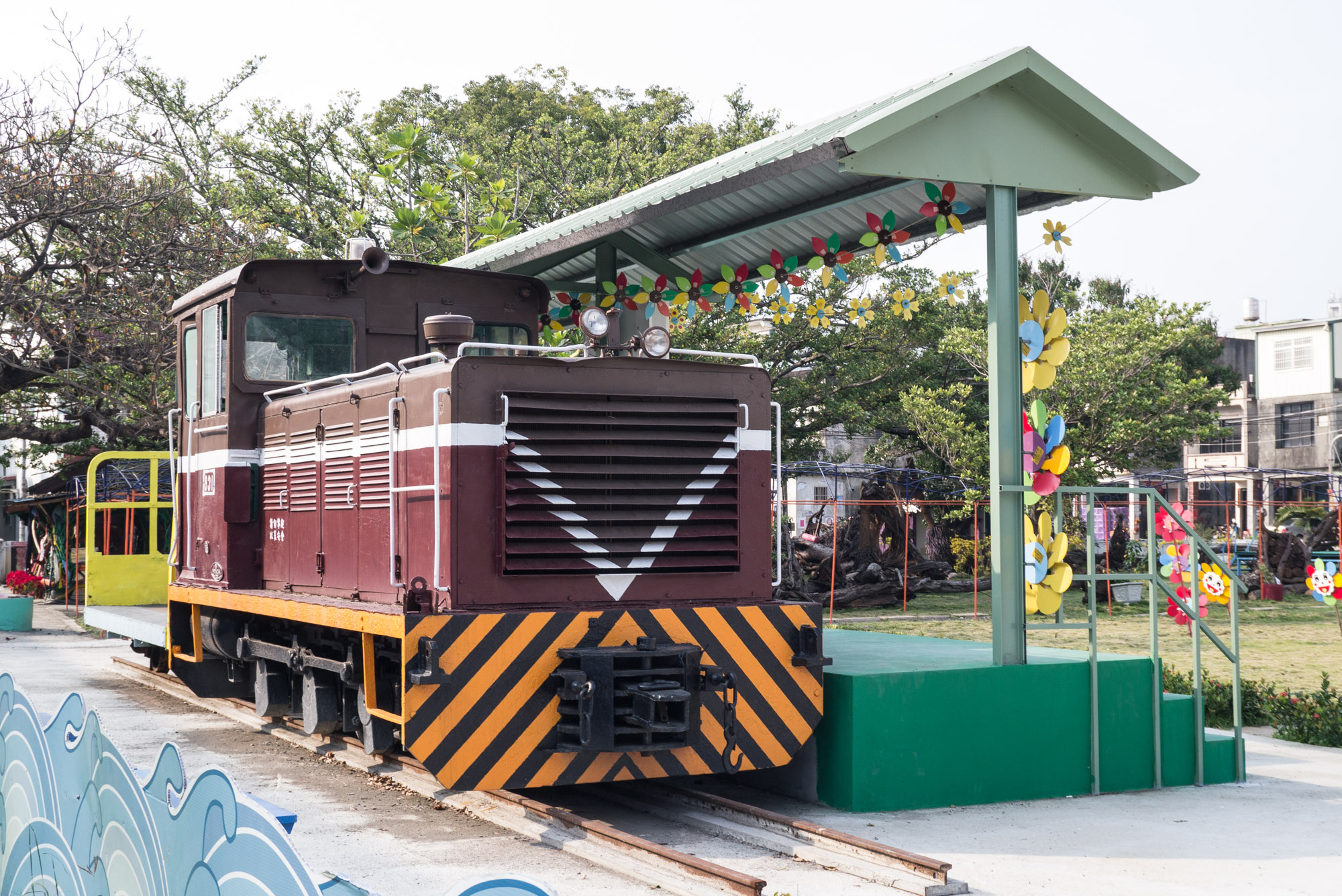
目前置放於台鐵林邊車站旁苦伕寮公園的日立牌762mm軌距內燃機車，編號831號

## 外部連結
- 臺糖鐵路內燃機車分布地點，街貓的鐵道網站
- 日立評論1970年8月号:製品紹介,日立評論